# Impatiens noli-tangere
Impatiens noli-tangere ("nometoques") es una especie de la familia de las balsamináceas.

## Descripción
Planta de flores amarillas, de hasta 3,5 cm, con pequeñas manchas marronosas, y sépalo sacciforme gradualmente contraído en un espolón curvo, de ángulo recto respecto al sépalo. Glabra anual de hasta 1,8 m, de hojas alternas, ovadas a oblongas, dentadas y pecioladas. Flores en inflorescencias axilares de 3-6. Florece en el verano.

## Hábitat
Lugares húmedos y umbrosos junto a manantiales.

## Distribución
Gran parte de Europa excepto Portugal, Irlanda, Islandia y Turquía.

## Taxonomía
Impatiens balsamina fue descrita por  Carlos Linneo y publicado en Species Plantarum 2: 938. 1753.
Etimología
Impatiens: el nombre científico de estas plantas se deriva de impatiens (impaciente), debido a que al tocar las vainas de semillas maduras estas explotan, esparciéndolas a varios metros. Este mecanismo es conocido como balocoria, o también como "liberación explosiva".
noli-tangere: epíteto latino que significa "no tocar".
Sinonimia
- Balsamina lutea Delarbre
- Balsamina noli-tangere (L.) Scop.
- Impatiens borealis Sweet
- Impatiens caucasica Steven
- Impatiens cucullata Gilib.
- Impatiens komarovii Pobed.
- Impatiens lutea Lam.
- Impatiens palustris Pers.
- Impatiens penduliflora St.-Lag.[4]

## Nombre común
- Castellano: balsamina de los bosques, hierba de Santa Catalina, nometoques, no quieras tocarme, yerba de las moscas, yerba de Santa Catalina.[5]